# Leopold Dejworek
Leopold Dejworek (ur. 27 maja 1952 w Elblągu) – polski koszykarz występujący na pozycji skrzydłowego, wielokrotny medalista mistrzostw Polski.

## Osiągnięcia
Na podstawie, o ile nie zaznaczono inaczej.
Drużynowe
- Mistrz Polski (1975)
- Wicemistrz Polski (1973, 1974)
- Brązowy medalista mistrzostw Polski (1976, 1977, 1981)
- Zdobywca pucharu Polski (1974)
- Finalista pucharu Polski (1973)
- Awans do ekstraklasy z Zagłębiem Sosnowiec (1979)